# حزب سوسیالیست (پرتغال)
حزب سوسیالیست پرتغال یک حزب سیاسی سوسیال دموکرات در کشور پرتغال است. این حزب در ۱۹ آوریل ۱۹۷۳ توسط مبارزان حزب سوسیالیست پرتغالی (به پرتغالی: Acção Socialista Portuguesa) در شهر باد مونسترایفل آلمان تأسیس شد. حزب سوسیالیست پرتغال یکی از اعضای انترناسیونال سوسیالیست، اتحاد ترقی‌خواهان و حزب سوسیالیست‌های اروپایی است و دارای ۹ نماینده در پارلمان اروپا در گروه اتحاد مترقی سوسیالیست‌ها و دموکرات‌ها در طول نهمین پارلمان اروپا می‌باشد.
حزب سوسیالیست پرتغال حزبی از چپ میانه و یکی از دو حزب اصلی در سیاست پرتغال به‌شمار می‌رود که رقیب آن حزب سوسیال دموکرات (PSD) در راست میانه است. رهبر حزب PS آنتونیو کوستا، نخست‌وزیر فعلی پرتغال است. این حزب پس از انتخابات ژانویه ۲۰۲۲، ۱۱۷کرسی از ۲۳۰ کرسی پارلمان پرتغال را در اختیار دارد و دولت اکثریت را تشکیل داده است.